# Білолуцьк
Білолу́цьк — селище в Україні, адміністративний центр однойменної селищної громади Старобільського району Луганської області. На початок 2018 року населення становить 3 840 осіб.

## Географічне розташування
Селище міського типу Білолуцьк лежить на річці Айдарі, при впаданні в неї річки Біла. За сорок кілометрів від Білолуцька знаходиться залізнична станція Солідарний.

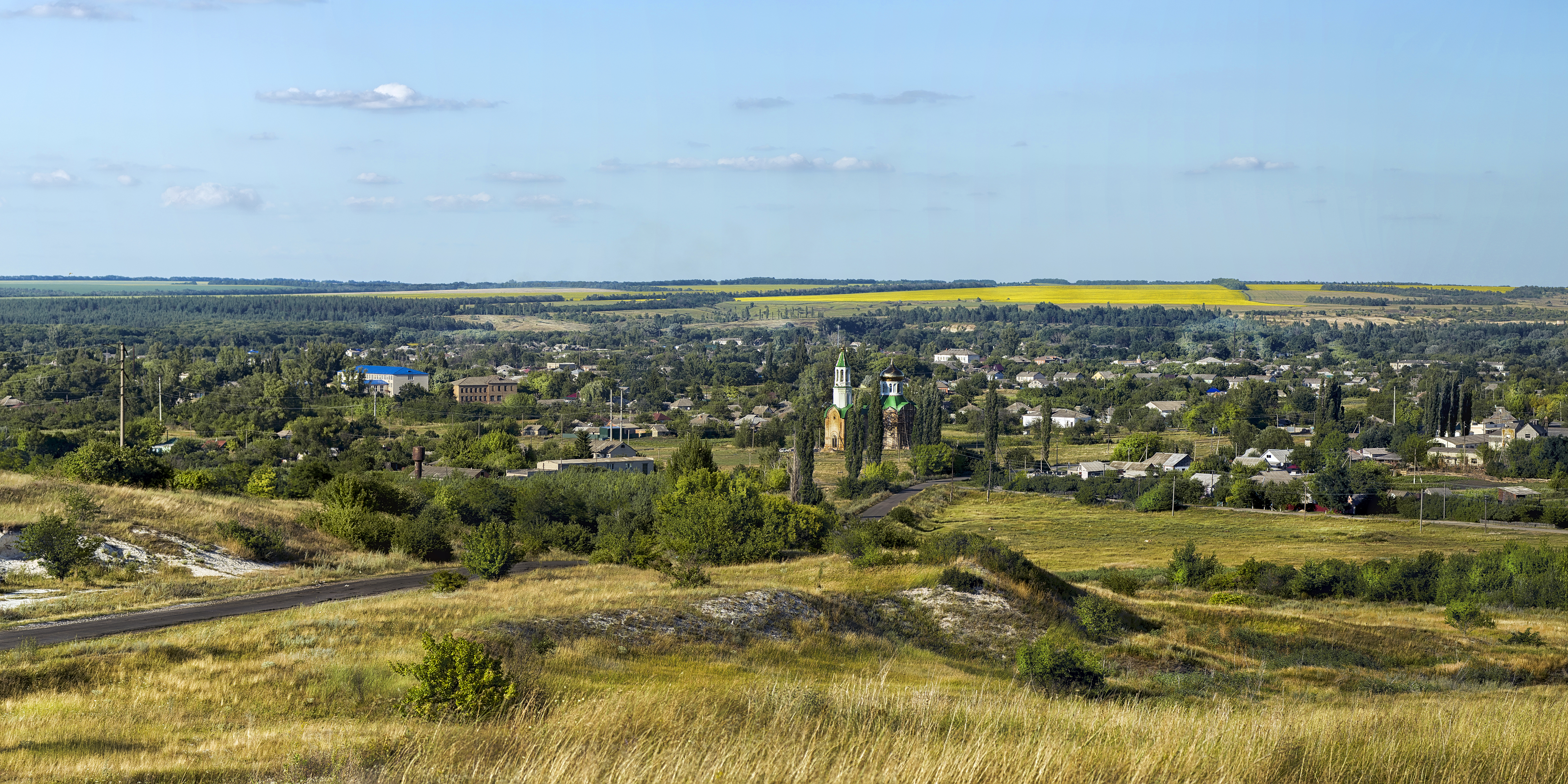
Вид на Білолуцьк

## Назва
Втікачі, які засновували цю слободу, називали її Біла Лука, яка з часом трансформувалась у Білолуцьк. Походить від слова «лука» і означала луг і ліс, які розташовані на річковому мисі і заливаються в повінь.

## Історія
Засноване 1645 року переселенцями з Правобережної України. Під час придушення повстання на чолі з Кіндратом Булавіним у 1708 році його спалили царські карателі. Новими поселенцями у 1732 році стали острогозькі козаки. Білолуцька сотня в складі Острогозького слобідського полку проіснувала до 1765 року.
У 1828 році організовано військове поселення росіян. Прибули в Білолуцьк частини Псковського 1-го поселенського ескадрону другої кірасирської дивізії, і кількість їх господарств склала 486. Режим в цих поселеннях був надзвичайно жорстким — муштра, непосильна праця залишили по собі важкий слід. Дітей військових поселенців з 8 років віддавали до військового навчання, і звались вони кантоністами. Унтер-офіцери, що їх навчали, жорстко карали малих хлопчиків у військовій формі за будь-який дитячий непослух.
У слободі з'явилися жінки легкої поведінки, було підірвано засади моралі, які споконвіку підтримувалися силою громадського осуду. Ще й донині в селищі є прізвисько кірасир, яке пройшло більше, ніж через півтора століття.
Брали білолучани участь у Кримській війні 1853—1855 рр. В 1857 р. військові поселення було ліквідовано і мешканці Білолуцька перейшли в розряд державних селян.
Раніше Білолуцьк адміністративно підпорядковувався Старобільському повіту Харківської губернії. У 1923—62 роках Білолуцьк був районним центром Білолуцького району.
27 липня 1918 року в Білолуцьк для несення прикордонної служби прибув 2-й Запорізький піхотний полк. Козак цього полку Зенон Стефанов залишив такі спогади про настрої у місцевого населення: «Населення в тому часі було національно дужо малосвідомлене, до нас віносилося з резервою — ще й до того недавно збаломучене большевиками рівняло нас з карними московсько-офіцерськими відділами, які перед нашим приходом гуляли по селах.»
Селище постраждало внаслідок геноциду українського народу, вчиненого урядом СРСР у 1932—1933 роках, кількість встановлених жертв — 34 жителі селища.
Статус селища міського типу був отриманий в 1960 році.

## Сьогодення
Цегельня, млинокомбінат, маслозавод; середня, восьмирічна, 3 початкові школи, школа сільської молоді, Будинок культури, 2 бібліотеки. Основна с.-г. спеціалізація району — землеробство (зернові культури, соняшник) і м'ясо-молочне тваринництво. Поклади крейди.
У Білолуцьку побудовані Покровський, Преображенський і Троїцький храми.

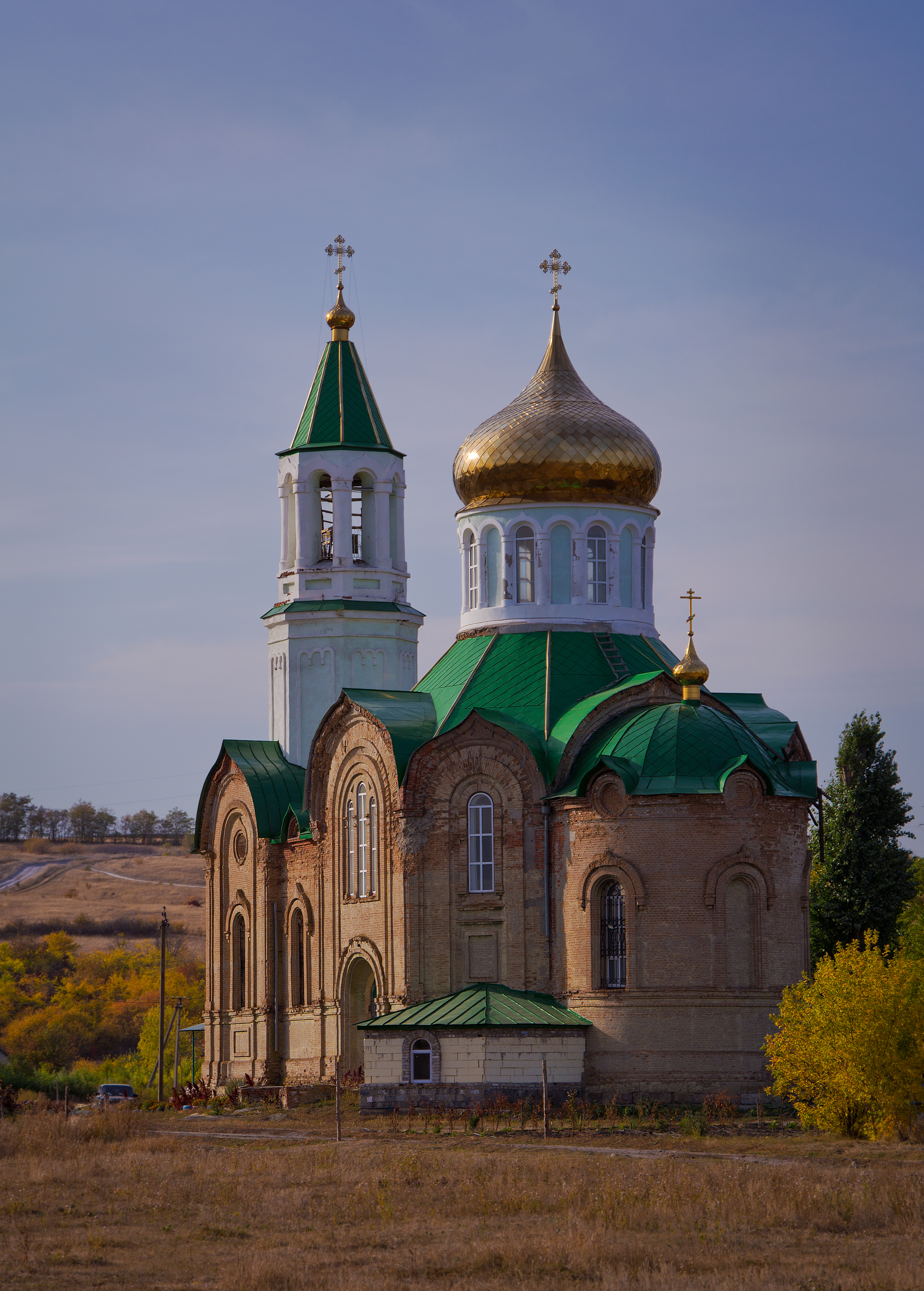
Троїцький храм (2020 рік)
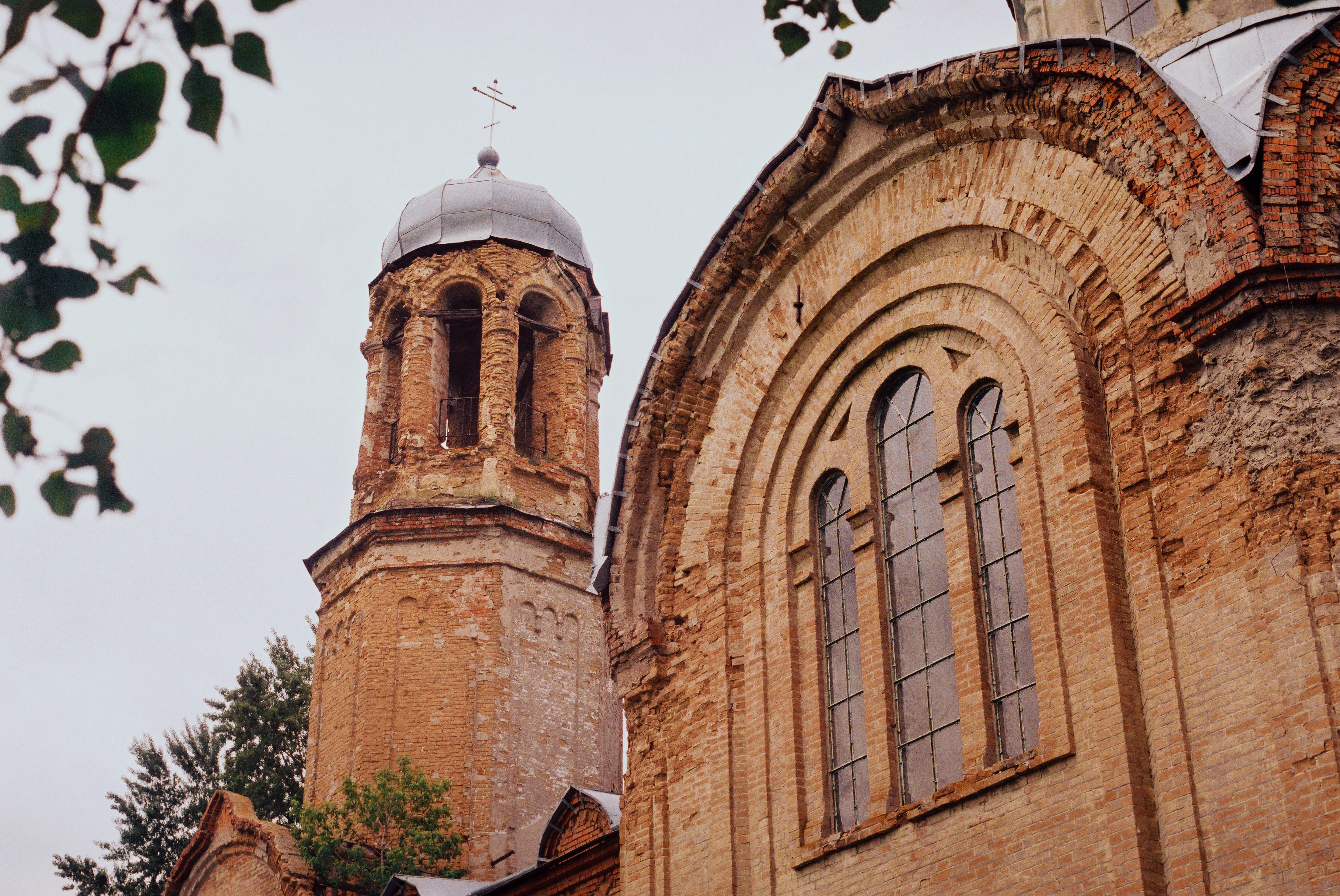
Троїцький храм (2006 рік)
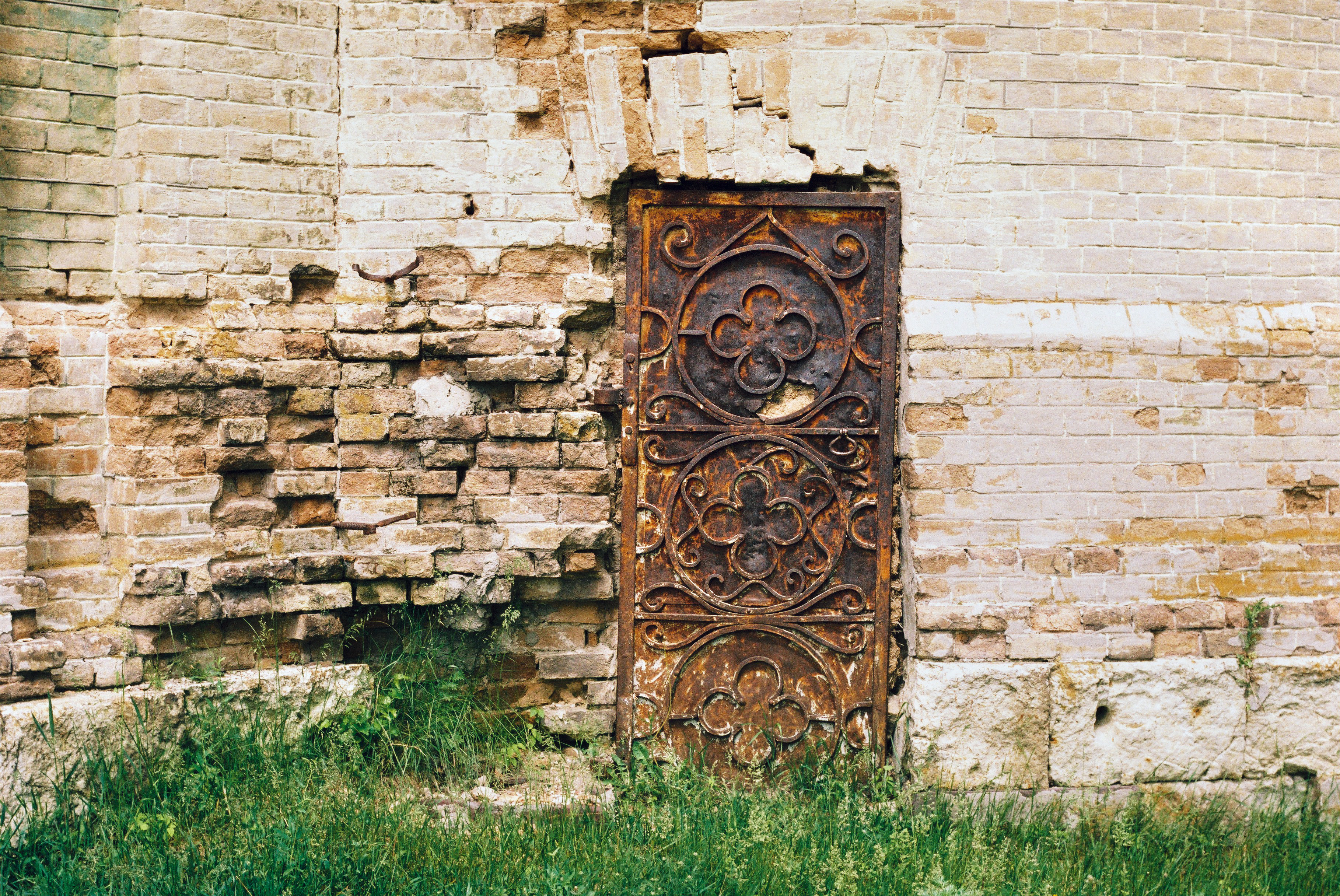
Троїцький храм (2006 рік)

## Населення

### Мова
Розподіл населення за рідною мовою за даними перепису 2001 року:
| Мова       | Відсоток |
| ---------- | -------- |
| Українська | 94,64 %  |
| Російська  | 4,84 %   |
| Інші       | 0,48 %   |

## Персоналії
- Кузнецов Олександр Ягорович — український художник. Все життя прожив в селищі. Його пейзажі, що зображують рідні краєвиди, прикрашають нині гімназійну художню галерею.
- Черв'як Людмила Олексіївна — народний майстер, яка не лише сама створює вибиті гобелени, а й навчила цьому не один десяток школярів.
- Ткаченко Леонід Пантелійович — майстер лозоплетіння.
- Павло Біланов — український художник.